# Auli Nyman
Auli Hannele Grönroos, coniugata Nyman (Kotka, 28 marzo 1970), è un'ex cestista finlandese.

## Carriera
Con la Finlandia ha disputato i Campionati europei del 1987.